# Bureau of Alcohol, Tobacco and Firearms

Logo

Das Bureau of Alcohol, Tobacco and Firearms (ATF) war eine US-amerikanische Bundesbehörde im Geschäftsbereich des Finanzministeriums der Vereinigten Staaten.

## Geschichte
Sie wurde im März 2003 durch den Homeland Security Act vom 25. November 2002 in zwei Behörden aufgespalten.
Die Nachfolgebehörden sind 
- das Bureau of Alcohol, Tobacco, Firearms and Explosives (ATF), welches im Wesentlichen die Aufgaben der bisherigen Behörde übernimmt. Es wurde dem Justizministerium unterstellt und ist für Vollzugsaufgaben zuständig.
- das Alcohol and Tobacco Tax and Trade Bureau (TTB), welches im Finanzministerium verblieben ist und die fiskalischen Aufgaben der bisherigen Behörde übernimmt.